# 八面体

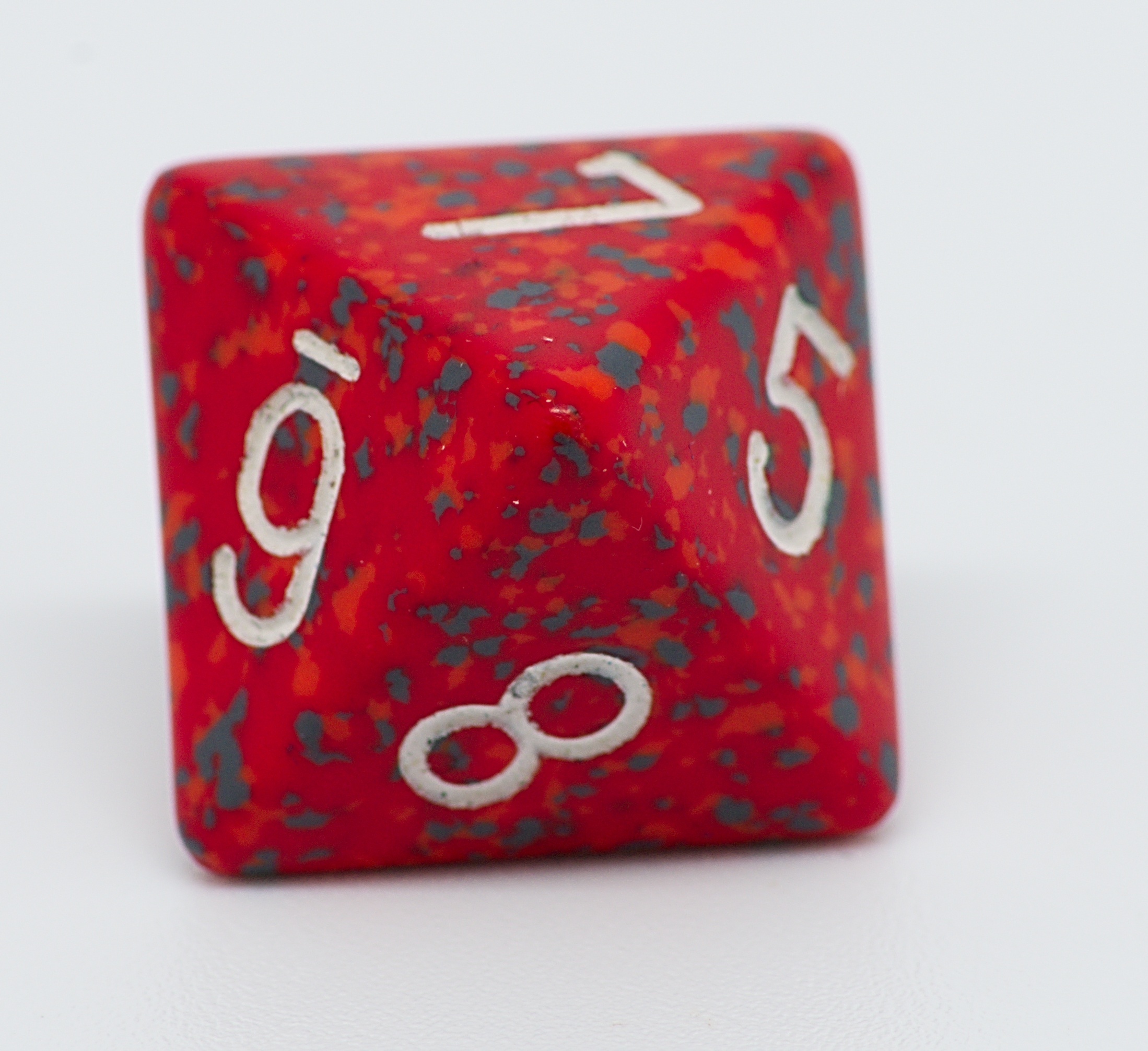
八面体のサイコロ

八面体（はちめんたい、英: octahedron）は、幾何学において、8つの面、12の辺、6つの頂点を持つ多面体である。主に8面の正三角形を持つ、正多面体の一種である正八面体を指すことが多い。正八面体は3方向軸で直交していて、三角錐を合わせた双角錐である。正八面体はまた、4方向軸で反角柱である。八面体は3次元の正軸体である。

## 主な八面体

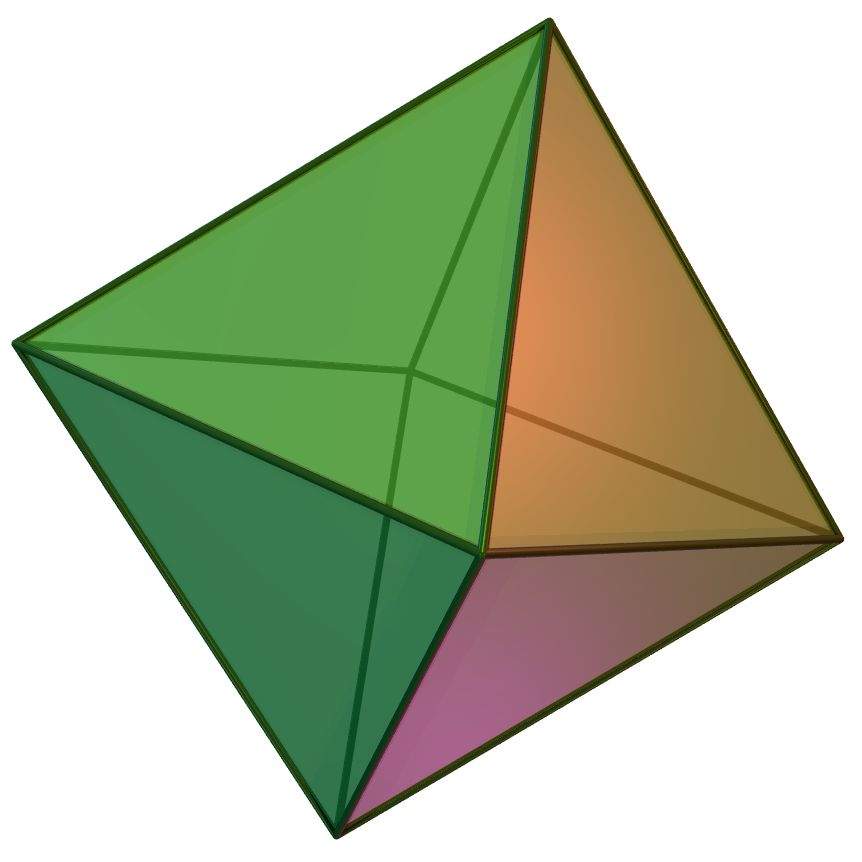
正八面体
星型八面体
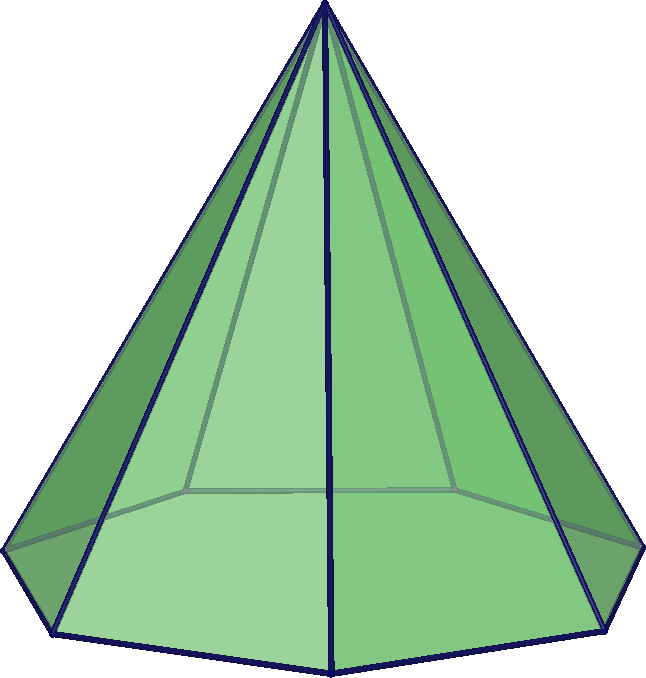
七角錐
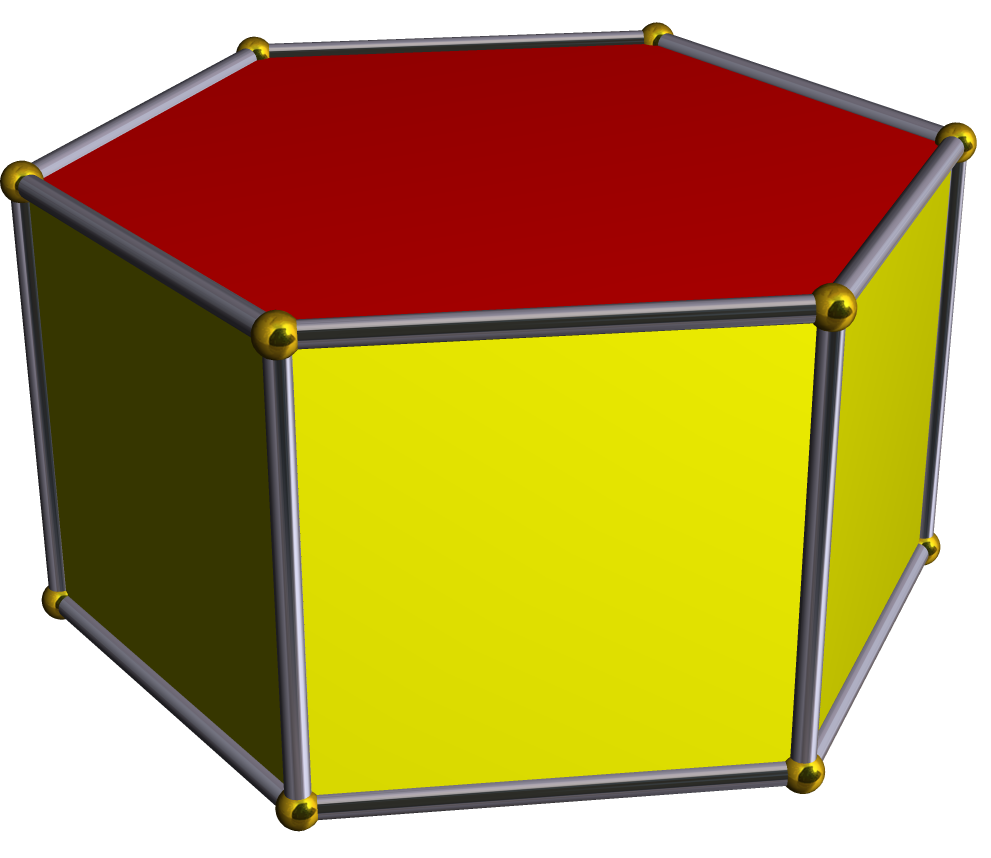
六角柱
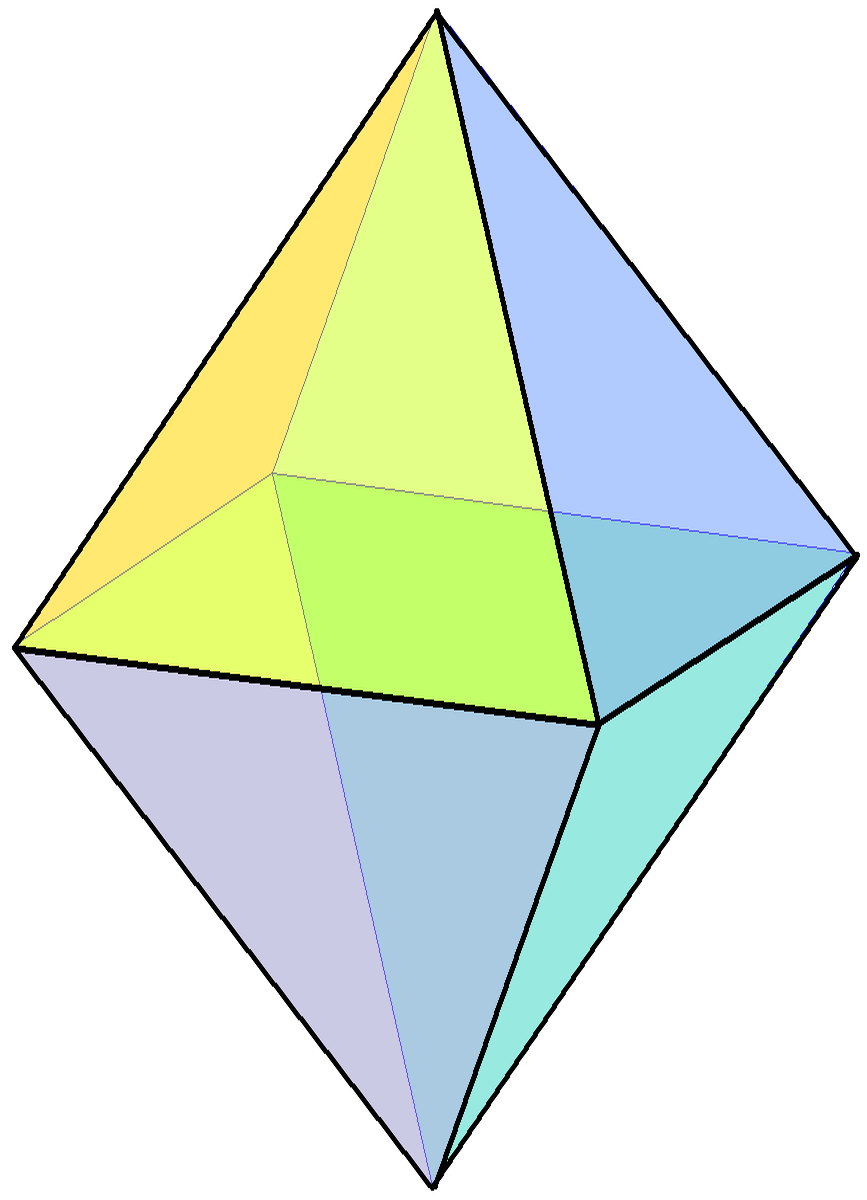
双四角錐
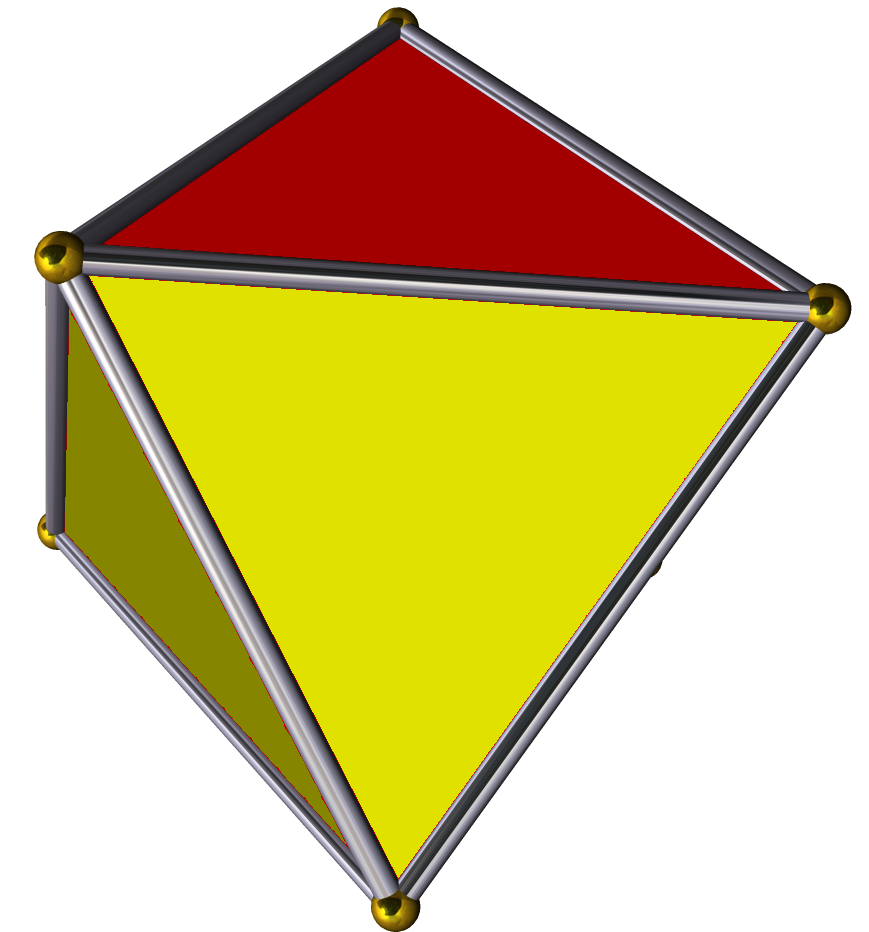
反三角柱
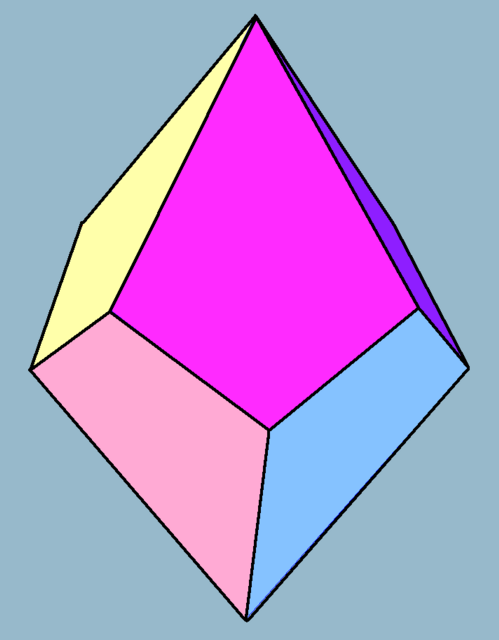
ねじれ双四角錐
切頂四面体
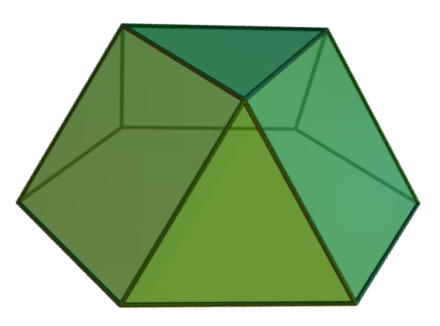
正三角台塔
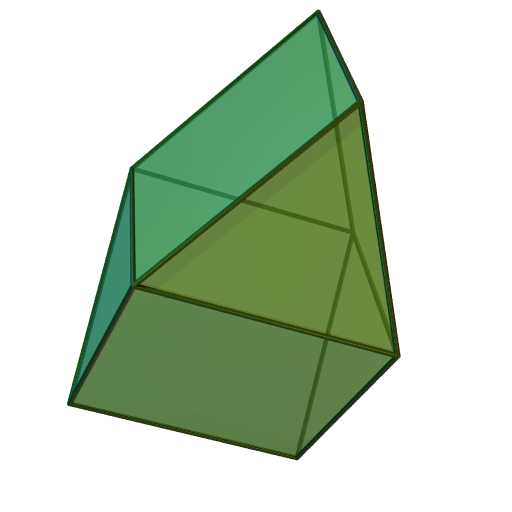
異相双三角柱
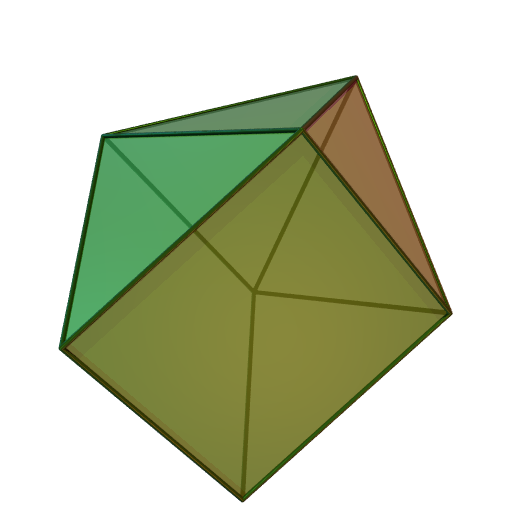
側錐三角柱
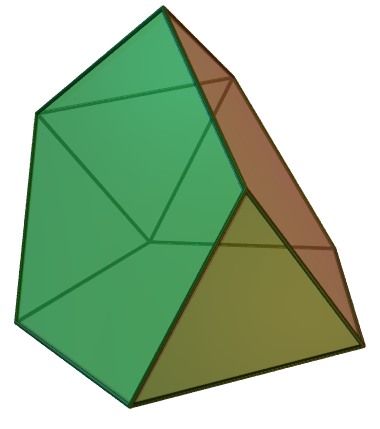
三側錐欠損二十面体